# Marcello Grabau
Marcello Grabau (Firenze, 15 febbraio 1875 – ...) è stato un politico italiano.

## Biografia
Di nobili origini tedesche (il nonno Carlo Grabau si trasferì a Livorno come Console Generale delle Città Anseatiche del Mare del Nord presso il Granducato di Toscana), nacque a Firenze e sposò Francesca Cenami Spada, contessa lucchese, da cui ebbe cinque figli.
Laureato in giurisprudenza, alle elezioni politiche italiane del 1913 fu eletto nelle file dei liberali di Giolitti nel collegio di Capannori.